# Rượu nếp cẩm

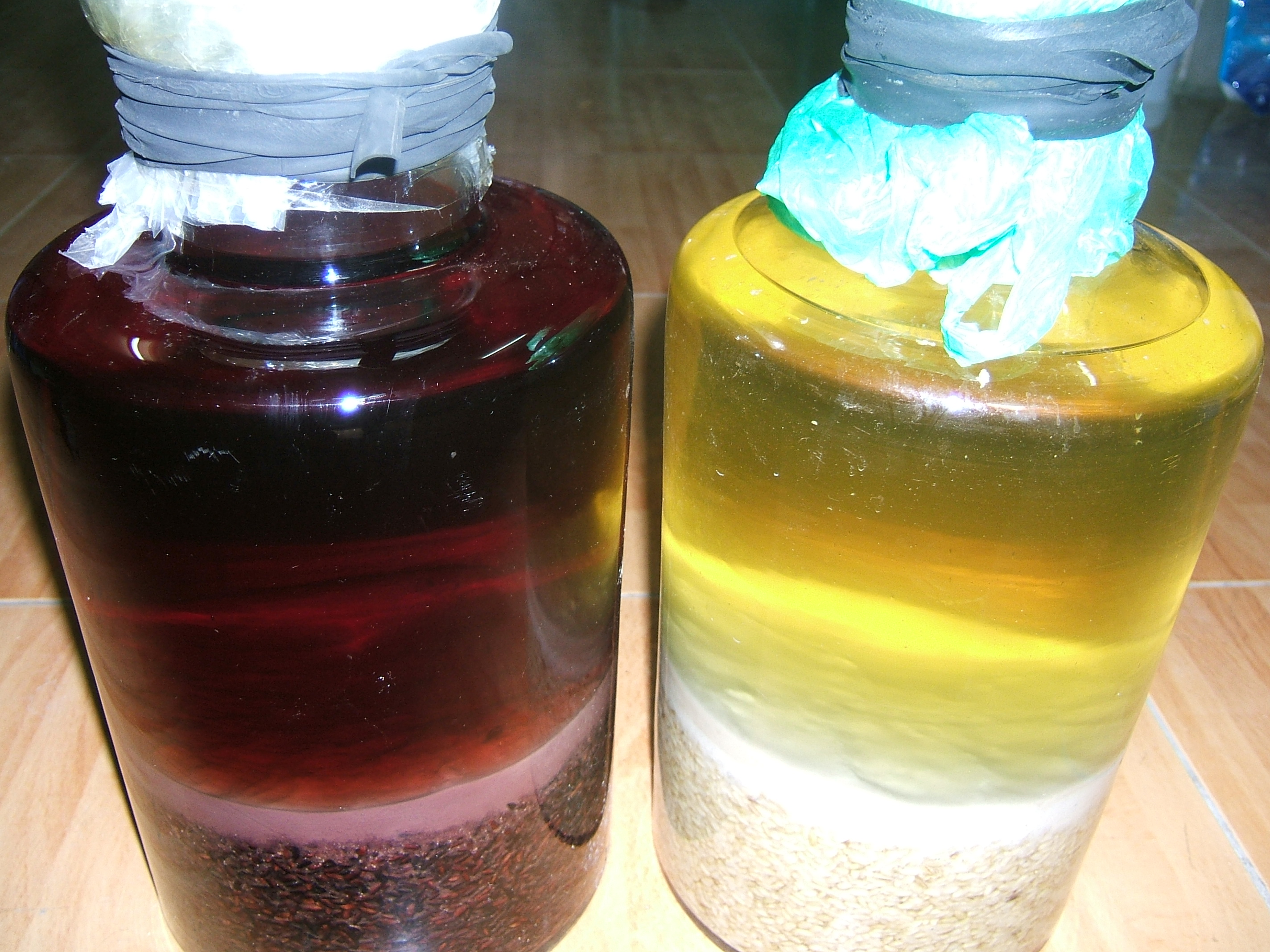
Rượu nếp cẩm (bên trái)

Rượu nếp cẩm là một loại rượu truyền thống của Việt Nam, xuất xứ từ vùng Tây Bắc, được làm từ nguyên liệu gạo nếp cẩm lên men và được đem đi chưng cất để lấy rượu.

## Nguyên liệu

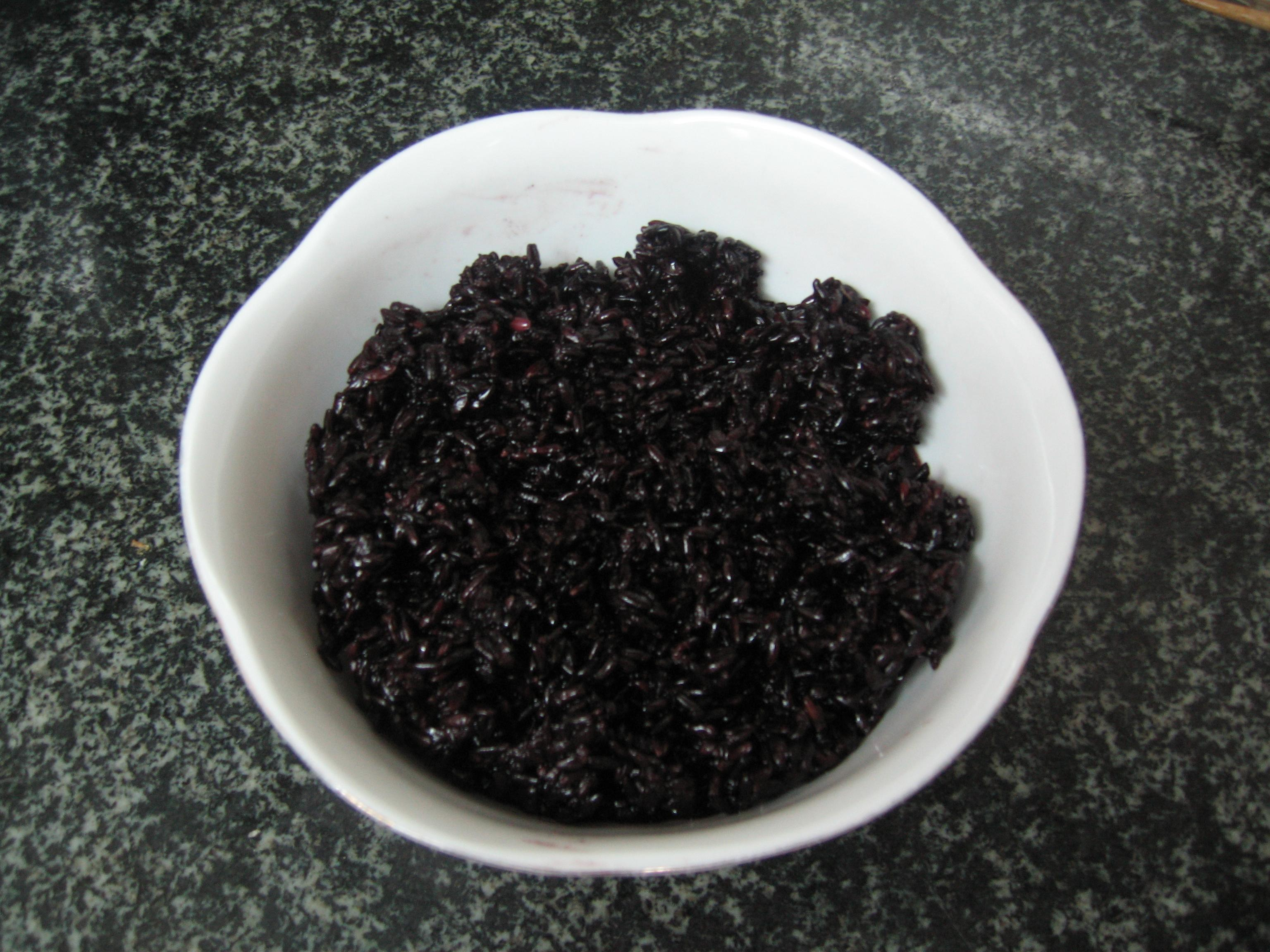
Nếp cẩm sau khi lên men trở thành một món ăn riêng biệt, có thể ăn cùng sữa chua

### Nếp cẩm
Nếp cẩm hay có tên khoa học là Philydrum lanuginosum Banks, còn được gọi là nếp than, có tới hai loại than lợt (đỏ đậm) khi nấu rượu sẽ thành màu đỏ và than đen (tím đen) khi nấu rượu sẽ thành màu tím đậm) hay còn gọi là gạo đen. Nếp được chọn phải là hạt tròn, dài và điều đảm bảo màu sắc của nếp không phải do nhuộm. Ngoài ra, nếp phải thơm và được thu hoạch cách lúc làm khoảng 3 tháng.

### Men rượu
Men rượu sử dụng làm rượu nếp cũng được làm từ nhiều loại thảo dược có đặc tính cay, nóng. Về cơ bản men rượu là một hỗn hợp gồm các vi sinh vật có khả năng thủy phân tinh bột thành đường và lên men dịch đường thành rượu. Với mỗi địa phương, lại có một bí quyết riêng để chế biến và sử dụng men rượu khác nhau để tạo ra rượu nếp ngon của riêng mình.

## Quy trình chế biến
Rượu nếp cẩm được làm theo một quá trình công phu và chau chuốt, cũng như rượu nếp.

## Công dụng
Theo các nhà nghiên cứu của Đại học Louisiana University, trong nếp cẩm chứa hàm lượng rất cao chất chống oxy hóa anthocyanin - một chất có tiềm năng chống lại bệnh ung thư, tim mạch và nhiều bệnh khác. Anthocyanin tạo ra màu đen sẫm cho nhiều loại rau, quả như việt quất, ớt... Các nhà nghiên cứu cho rằng chất chống oxy hóa màu đen này giúp bảo vệ thành mạch và ngăn ngừa sự phá hủy DNA - yếu tố dẫn đến ung thư. Theo UPI, nếp cẩm có màu đen sẫm, khi nấu lên sẽ chuyển thành màu tím sẫm. Nó chứa nhiều khoáng chất và một vài loại amino acid.